# Années 2000 en Nouvelle-Calédonie
Les années 2000 couvrent la période de 2000 à 2009.
- 1960
- 1970
- années 1980
  - 1980
  - 1981
  - 1982
  - 1983
  - 1984
  - 1985
  - 1986
  - 1987
  - 1988
  - 1989
- 1990
- 2000
- 2010
- 2020

## Événements

### 2000 à 2007
- 9 mai 2004 : élections provinciales.
- 10 juin et 17 juin 2007 : élections législatives.

### 2008
- 9 et 16 mars 2008 : élections municipales.